# Цизальпійська Галлія

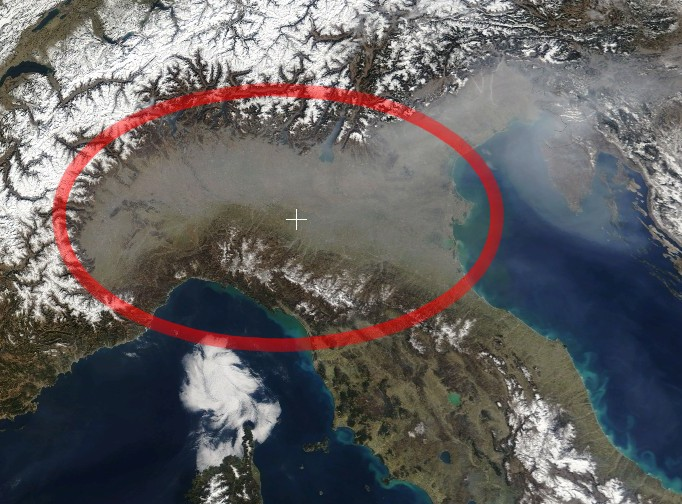
Область на південь від Альп, що відповідає розміщенню Цизальпійської Галлії

Цизальпійська Галлія (лат. Gallia Cisalpina) — провінція Римської республіки з центром в Медіолані, розташована між Альпами, Макрою, Апеннінами і Рубіконом. Також іменувалася Ближньою Галлією (лат. Gallia Citerior) або Галлія Тогата (лат. Gallia Togata), оскільки її мешканці, як і римляни носили тоги, на відміну від інших галлів.
До 222 до н. е. територія Римської держави розширилася на північ аж до річки Пад. Подальшому зміцненню римських позицій у цьому регіоні завадила Друга Пунічна війна, що розгорнулася здебільшого на півночі Італії. Після підписання миру з Карфагеном римляни продовжили експансію на північ. Військові дії тривали близько 30 років. За цей час було знищено декілька галльських і лігурійських племен, побудовані нові дороги і засновані такі укріплені пункти, як Аквілея, Болонья, Мутина, Парма. Безліч жителів було депортовано у південні області Італії, давно вірні Риму, в той час як звідти виводилися жителі для колоній на півночі.
Історично, Цизальпійська Галлія поділялася на дві частини: Циспаданська Галлія (лат. Gallia Cispadana) (територія між ріками Рубікон і Пад) з центром у Мутині, завойована до Ганнібалової війни, і Транспаданська Галлія (лат. Gallia Transpadana) (між Падом і Альпами), з центром в Медіолані, що увійшла до складу Цізальпійської Галлії на півстоліття пізніше.
З часу Союзницької війни населення Циспаданської Галлії отримало права римського громадянства, а Транспаданська — латинське право.
У 73 р. до н. е. поблизу Мутіни військо Спартака завдало поразки легіону проконсула Цизальпійської Галлії Гая Кассія Лонгіна.
У 58 р. до н. е. проконсульство в Цизальпійській Галлії отримує Юлій Цезар. Він використав цю провінцію, як плацдарм для ведення війни в Трансальпійській Галлії. У ніч з 10 на 11 січня 49 р. до н. е. військо Цезаря перейшло Рубікон, поклавши початок громадянській війні. Після затвердження Цезаря у Римі жителі Трансальпійської Галлії отримали права римського громадянства.
Цизальпійська Галлія була об'єднана з Італією між 43 і 42 р. до н. е.. імператором Августом в рамках програми «італізації», висунутої другим тріумвіратом.